# Antidesma orthogyne
Antidesma orthogyne là một loài thực vật có hoa trong họ Diệp hạ châu. Loài này được (Hook.f.) Airy Shaw mô tả khoa học đầu tiên năm 1972.